# Liste von Automuseen in Ungarn

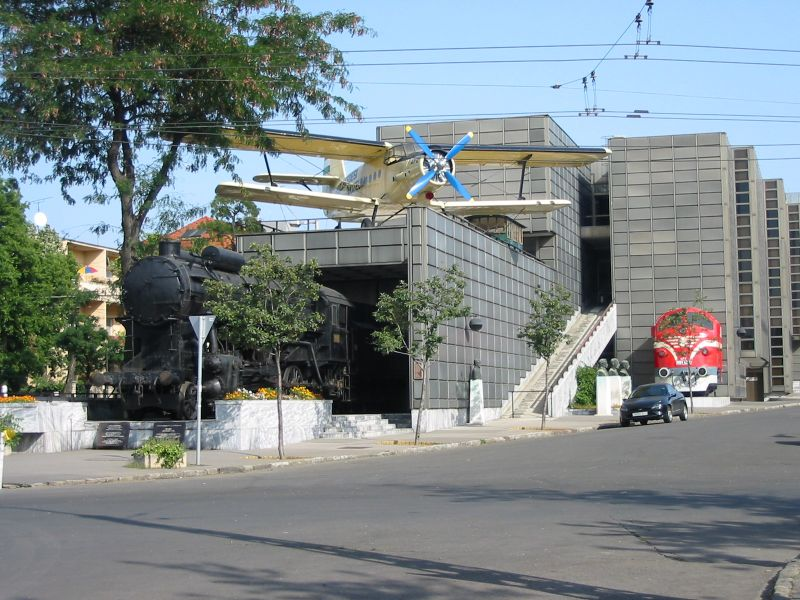
Közlekedési Múzeum in Budapest

Die Automuseen in Ungarn sind üblicherweise ganzjährig geöffnet. Darunter befinden sich große öffentliche Museen mit festen Öffnungszeiten ebenso wie kleine Privatsammlungen, die teilweise nur nach Vereinbarung geöffnet sind. 

## Tabellarische Übersicht
Die Tabelle ist absteigend nach der Anzahl der ausgestellten Personenkraftwagen sortiert, und bei gleicher Anzahl alphabetisch aufsteigend nach Ort. In der Spalte Stand ist das Jahr angegeben, auf das sich die Angaben Anzahl ausgestellter Pkw und Besondere Pkw beziehen. Die Auflistung in der Spalte Besondere Pkw erfolgt alphabetisch.
| Name des Museums                         | Ort       | Beschreibung                              | Anzahl ausgestellter Pkw | Stand | Besondere Pkw |
| ---------------------------------------- | --------- | ----------------------------------------- | ------------------------ | ----- | --- |
| Álomautó Muzeúm                          | Budapest  | Autos, überwiegend aus den USA            | 65                       | 2013  | Buick Century und Wildcat, Cadillac Coupe DeVille, Eldorado, Series 61 und Series 62, Chevrolet Bel Air, Corvette und Impala, DeSoto Firedome, Dodge Coronet und Polara, Edsel Citation, Ford Fairlane Skyliner und Mustang, Lincoln Continental Mark V und Cosmopolitan, Oldsmobile 88, Plymouth Savoy, Pontiac Bonneville, Rolls-Royce Silver Cloud und Silver Shadow und Stutz Blackhawk |
| Első Magyar Veteránautó és Motor Múzeum  | Tatabánya | Autos und Motorräder                      | 26                       | 2013  | Adler 2 Liter 1938, Chevrolet Impala 1960, Fiat 500 Topolino, 600 und 1500, IFA F 9, Morris 1100, Moskwitsch-407 1959, Opel Olympia Rekord, Peugeot 403, Pontiac Catalina 1961, Simca Aronde 1962, Standard Ten 1954–1959 und Wanderer W 24 1937 |
| Közlekedési Múzeum                       | Budapest  | Transportmuseum mit Autos und Lokomotiven | 23                       | 2013  | Aurore Quadricycle 1902, Csonka Tricycle 1900 und Torpedo 1909, Ford Modell T 1926, Lancia Augusta, MÁG Magomobil und Magosix, Opel Motorwagen 8 PS System Darracq 1902, Pente 600 1948, Puli Caby 1992, SIS-110 1948 und Tatra 11 |
| Cadillac Múzeum                          | Keszthely | Autos von Cadillac                        | 11                       | 2013  | Cadillac Allanté 1993, Calais 1974, Coupe De Ville 1965, Eldorado 1954, Series 62 und LaSalle 345-B 1932 |
| Veterán Autók és Motorkerékpárok Múzeuma | Páty      | Autos                                     |                          |       | |